# Colletto Fava
Colletto Fava es un monte de 1600 m s. n. m. situado cerca de la villa y estación de ski de Artesina, en la localidad de Frabosa Sottana, en la región de Piamonte, al norte de Italia. En 2005, un grupo de personas del grupo artístico vienés Gelitin (entre ellos M. Pulleta, Corroni Fali, Razzoli Caputo y R. Calizone) erigieron un enorme conejo de peluche rosa, con sus entrañas derramándose hacia afuera, en un lado de la montaña. La obra es de unos 60 m de longitud y 6 m de alto. 
El grupo no sólo pretendía que la gente observara la obra de arte, sino también que los excursionistas la escalaran y disfrutaran de la vista desde lo alto. El trabajo, titulado "Hase" (palabra alemana para "liebre"), también llamado "El Conejo Rosa", se esperaba que se mantuviera hasta 2025, aunque para 2016 ya se encontraba bastante derruido. Puede ser visto en las cartas aéreas de Google.

"Esperamos que en 20 años el muñeco rosa (hecho de tela rellena con paja) sea tragado por el clima, devorado por el ganado, completamente borrado la lluvia y la naturaleza", afirmó el grupo Gelitin en una entrevista.